# 沒收
沒收的本意就是無償取走財產，常用來指充公，即強制將私有物充爲公有，與發還相反。中國歷史上自古以來就有沒收的刑罰，將全家所有家產沒收，稱為抄家。在中華民國和中華人民共和國法律上的沒收，可用作刑罰或行政處分，但中華民國法律將作爲行政處分的充公稱作沒入。中华人民共和国法律中，不使用没入一词，而没收财产是一种刑法上的附加刑。

## 部分国家对此的定义

### 美國
在美国，民事没收（英語：civil forfeiture）是一种对犯罪的打击行为，指执法者可以没收犯罪者名下的财产，是一种法律程序。

### 中華民國
沒收是刑罰，而沒入是行政罰，兩者性質不同。
沒收是除刑罰與保安處分外之第三種制裁。與舊制不同，沒收不再屬於從刑，而是保安處分與刑罰之外的第三種法律效果，因此不以主刑的存在為必要。在新制之下，沒收之適用不在以行為人之行為具不法與罪責為必要，僅當行為人之行為屬於刑事不法，即可能有沒收的適用。中華民國刑法第一編總則對於沒收的重要規定有：
- 第38條（沒收物）：違禁物不問屬於犯罪行為人與否，沒收之；供犯罪所用或犯罪預備之物及因犯罪所生或所得之物，以屬於犯罪行為人者為限，得沒收之，但有特別規定者，依其規定。
- 第39條（專科沒收）：免除其刑者，仍得專科沒收。“不罰”及“免除其刑”不同。依法不罰者，中華民國刑法沒有明定專科沒收。免除其刑者，中華民國刑法准許視情節專科沒收。）
- 第40條（沒收之宣告）：沒收，除有特別規定者外，於裁判時併宣告之。違禁物或專科沒收之物得單獨宣告沒收。
- 第51條（數罪併罰之方法）：宣告多數沒收者，併執行之。
- 第84條（行刑權之時效期間）：專科沒收行刑權因7年未執行而消滅，自2006年7月1日施行。新刑法尚未施行前，專科沒收行刑權因3年未執行而消滅。

第2編分則對於以下物品，如全部或一部不能沒收時，追徵其價額：
- 第121條（不違背職務之受賄罪）：公務員或仲裁人對於職務上之行為，要求、期約或收受賄賂或其他不正利益者，處七年以下有期徒刑，得併科五千元以下罰金，並沒收所收受之賄賂。
- 第122條（違背職務受賄罪及行賄罪）：公務員或仲裁人對於違背職務之行為，要求、期約或收受賄賂，或其他不正利益者，或對於公務員或仲裁人關於違背職務之行為，行求、期約或交付賄賂或其他不正利益者，沒收所收受之賄賂。
- 第131條（公務員圖利罪）：公務員對於主管或監督之事務，明知違背法令，直接或間接圖自己或其他私人不法利益，因而獲得利益者，處1年以上7年以下有期徒刑，得併科7萬元以下罰金，並沒收所得之利益。
- 第143條（投票受賄罪）：有投票權之人，要求、期約或收受賄賂或其他不正當利益，而許以不行使其投票權或為一定之行使者，處3年以下有期徒刑，得併科5000元以下罰金，並沒收收受之賄賂。

以上各罪應沒收物，會發生全部或一部不能沒收之情形，一般是因為應沒收物已經不存在，或應沒收物不知所終。例如，中華民國曾有以食品禮盒賄選之罪，在判決確定有罪後，因為食品已經被吃掉而無法確實沒收時，所以要追徵其價額之先例。2006年7月1日施行最新版中華民國刑法時，追徵、追繳或抵償也將成爲從刑。
中華民國刑法第2編分則對於以下物品，不問屬於犯人與否，沒收之：
- 第200條：偽造、變造之通用貨幣、紙幣、銀行券，減損分量之通用貨幣及第199條之意圖供偽造、變造通用之貨幣、紙幣、銀行券或意圖供減損通用貨幣分量之用之器械原料。
- 第205條：偽造、變造之有價證券、郵票、印花稅票、信用卡、金融卡、儲值卡或其他相類作為提款、簽帳、轉帳或支付工具之電磁紀錄物及第二百零四條之意圖供偽造、變造有價證券、郵票、印花稅票、信用卡、金融卡、儲值卡或其他相類作為簽帳、提款、轉帳或支付工具之電磁紀錄物之用之器械原料及電磁紀錄。
- 第209條：違背定程之度量衡。
- 第219條：偽造之印章、印文或署押。
- 第235條：散布、播送或販賣之猥褻之文字、圖畫、聲音、影像或其他物品。
- 第265條：犯第20章鴉片罪各條之罪者，其鴉片、嗎啡、高根、海洛因或其化合質料，或種子或專供吸食鴉片之器具。
- 第266條：在公共場所或公眾得出入之場所賭博財物者，除以供人暫時娛樂之物為賭者，當場賭博之器具與在賭檯或兌換籌碼處之財物。
- 第315條之3：無故利用工具或設備窺視、竊聽他人非公開之活動、言論或談話，或無故以錄音、照相、錄影或電磁紀錄竊錄他人非公開之活動、言論或談話，其竊錄內容之附著物及物品。

依據民國43年（1954年）10月23日司法院釋字第45號，依法宣告沒收之物應不受緩刑宣告影響。

### 中華人民共和國
中华人民共和国法律用没收但不用“没入”一词，不论是刑罚或行政处分。
依据中华人民共和国刑法第34条，没收财产是附加刑的一种，也可以独立适用。中华人民共和国刑法第一编总则对於没收财产和其他没收的重要规定还有：
- 第36条：承担民事赔偿责任的犯罪分子，同时被判处罚金，其财产不足以全部支付的，或者被判处没收财产的，应当先承担对被害人的民事赔偿责任。
- 第59条：没收财产是没收犯罪分子个人所有财产的一部或者全部。没收全部财产的，应当对犯罪分子个人及其扶养的家属保留必需的生活费用。在判处没收财产的时候，不得没收属于犯罪分子家属所有或者应有的财产。
- 第60条：没收财产以前犯罪分子所负的正当债务，需要以没收的财产偿的，经债权人请求，应当偿还。
- 第64条：犯罪分子违法所得的一切财物，应当予以追缴或者责令退赔；对被害人的合法财产，应当及时返还；违禁品和供犯罪所用的本人财物，应当予以没收。没收的财物和罚金，一律上缴国库，不得挪用和自行处理。
- 触犯以下罪名被判处无期徒刑或者死刑者，应当并处没收个人财产；被判处十年以上有期徒刑者，可以并处没收个人财产：

1. 生产、销售伪劣商品罪
2. 走私罪
3. 伪造货币罪
4. 伪造、变造金融票证罪
5. 伪造、变造有价证券罪
6. 金融诈骗罪
7. 骗取出口退税罪
8. 虚开增值税专用发票罪
9. 虚开用于骗取出口退税、抵扣税款的发票罪
10. 伪造、出售伪造的增值税专用发票罪
11. 非法出售增值税专用发票罪
12. 组织出卖人体器官罪
13. 拐卖妇女、儿童罪
14. 绑架罪
15. 抢劫罪
16. 盗窃罪
17. 诈骗罪
18. 抢夺罪
19. 组织他人偷越国（边）境罪
20. 盗掘古文化遗址、古墓葬罪
21. 盗掘古人类化石、古脊椎动物化石罪
22. 走私、贩卖、运输、制造毒品罪
23. 非法种植毒品原植物罪
24. 组织卖淫罪
25. 强迫卖淫罪
26. 制作、复制、出版、贩卖、传播淫秽物品牟利罪
27. 贪污罪
28. 受贿罪
29. 挪用公款罪
30. 行贿罪
31. 間諜罪
32. 背叛國家罪
33. 分裂國家罪
34. 武裝叛亂、暴亂罪

## 延伸阅读
[在维基数据编辑]
 《欽定古今圖書集成·經濟彙編·祥刑典·籍沒部》，出自陈梦雷《古今圖書集成》